# Heinrich Ziegler (Fechter)
Heinrich Ziegler (* 31. August 1891 in Cannstatt; † 3. Dezember 1918 in Frankfurt am Main) war ein deutscher Fechter, Olympiateilnehmer und deutscher Meister, der für den Fecht-Club Hermannia Frankfurt focht. Er starb im Ersten Weltkrieg.
Ziegler startete bei den Olympischen Spielen 1912 in Stockholm im Floretteinzel und mit der Degenmannschaft (zusammen mit Emil Schön, Friedrich Schwarz und Hermann Plaskuda). Die Mannschaft belegte zusammen mit Großbritannien den geteilten siebten Platz bei elf angetretenen Mannschaften. Im Einzel schied er bereits in der Vorrunde aus.
Bei den Deutschen Meisterschaften 1913 belegte Ziegler den dritten Platz mit dem Degen und Florett. Im Jahr 1914 wurde er deutscher Meister im Florettfechten und Vizemeister mit dem Säbel. Sein Verein, der FC Hermannia Frankfurt, gewann im selben Jahr den Titel im Säbel in der Besetzung Fritz Jack, Emil Schön und Heinrich Ziegler.